# Protekcionizam
Protekcionizam je politika zaštite proizvodnje od inozemne konkurencije putem carina i kvota. Ekonomisti protekcionizam ne smatraju razboritom ekonomskom politikom jer prema njima teorija komparativnih prednosti omogućuje probitak svim partnerima u razmjeni.
Začetnici politike su Friedrich List i Alexandar Hamilton.
Posljedice protekcionizma:
- porast domaćih cijena iznad onih na svjetskom tržištu
- povećanje domaće proizvodnje
- smanjenje domaće potražnje
- smanjenje uvoza i potrošačkog probitka
- porast prihoda države

Carine i kvote su instrumenti protekcionizma s nejednakim učinkom jer carine donose prihode državi, a kvote prihode uvoznicima.
Carine su porez razrezan na uvoz. Mogu biti prohibitivne i neprohibitivne. Kvote su količinska ograničenja na uvezenu robu.
Načelo komparativne prednosti
1817. načelo je formulirao David Ricardo. Prema njegovom načelu svaka zemlja uživa korist ako se specijalizira za proizvodnju i izvoz onih dobara koje može proizvesti uz relativno niže troškove.